# Asarum caudatum
Asarum caudatum es una especie originaria de los bosques húmedos en el oeste de Norteamérica desde British Columbia hasta California y llegando hasta Montana.

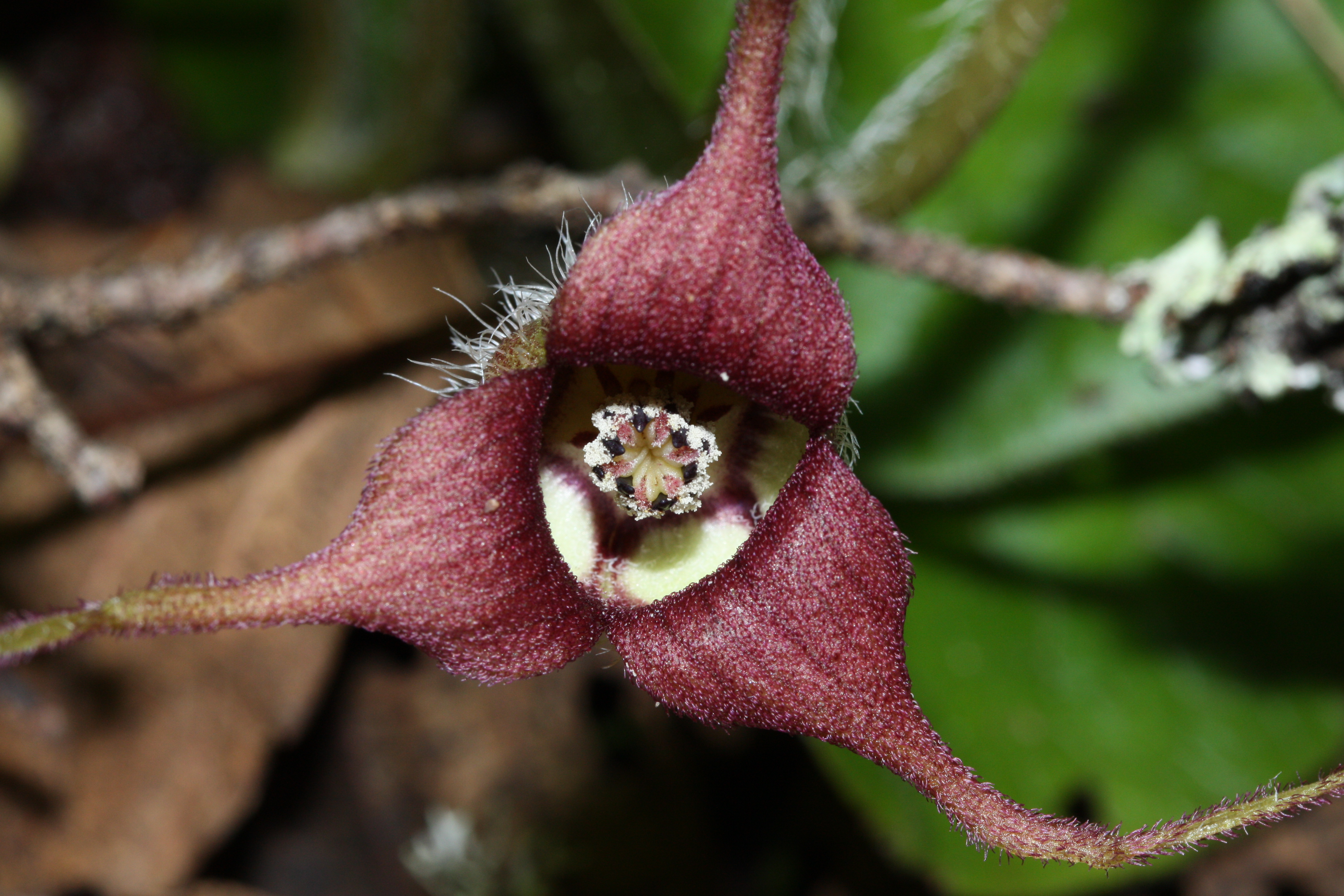
Detalle de la flor

## Descripción
En la primavera, desarrolla distintas flores hirsutas en forma de copa, de color marrón-morado a verde-amarillo que terminan en tres lóbulos largos, elegantes y abovedados, a menudo ocultos por las hojas. Los largos rizomas dan lugar a persistentes hojas reniformes. Las hojas se encuentran en colonias o grupos. Las hojas emiten un aroma de jengibre al frotarlas.

## Taxonomía
Asarum caudatum fue descrita por John Lindley y publicado en Edwards's Botanical Register 17: sub pl. 1399. 1831.
Etimología
Asarum: nombre genérico de Asaron, el nombre griego de este género utilizado por Dioscórides.
caudatum: epíteto latíno que significa "con tallo".
Variedades
- Asarum caudatum var. viridiflorum M.Peck

Sinonimia
- Asarum caudatum f. chloroleucum R.Palmer
- Asarum hookeri Fielding & Gardner
- Asarum rotundifolium Raf.[7]